# Sydafrikasparv
Sydafrikasparv (Passer diffusus) är en fågel i familjen sparvfinkar inom ordningen tättingar.

## Utseende och läte
Sydafrikasparven är enfärgat grå på huvud och undersida, medan övergumpen, manteln och vingen är brun med ett varierande vitt vingband under skuldran. Näbben är svart under häckningstid och hornfärgad resten av året. Arten är mycket lik bysparven, men denna har mörkare huvud, mer kontrasterande vit strupe och kraftigare näbb som är mörk året runt.
Lätet är ett upprepat tjirpande, mjukare och mer melodiskt än gråsparvens motsvarande läte. Sången består av en serie liknande tjirpande toner som följer på varandra.

## Utbredning och systematik
Sydafrikasparv förekommer från Angola och Zambia och söderut till Sydafrika. Den delas in i fyra underarter med följande utbredning:
- Passer diffusus diffusus – Angola till Namibia, sydvästra Zambia, västra Zimbabwe och västra Sydafrika
- Passer diffusus luangwae – östra Zambia (övre Luangwadalen)
- Passer diffusus mosambicus – sydöstra Malawi, norra Moçambique och sydöstra Tanzania
- Passer diffusus stygiceps – sydöstra Zambia, sydvästra Malawi och södra Moçambique till östra Sydafrika

Arten har tidigare ibland behandlats som underart till bysparv (Passer griseus). 

## Levnadssätt
Sydafrikasparv hittas i öppna akaciaskogar, ofta nära bebyggelse och kan ses in i uppbyggda områden. I norr förekommer den i torrare miljöer och är nästan helt knuten till mopane. Födan består av gräsfrön och insekter, men också knoppar, bär och nektar. Den födosöker i par och i småflockar. Ovanligt för Passer-arter både hoppar den och går fram.

## Status och hot
Arten har ett stort utbredningsområde och en stor population med stabil utveckling och tros inte vara utsatt för något substantiellt hot. Utifrån dessa kriterier kategoriserar internationella naturvårdsunionen IUCN arten som livskraftig (LC). Världspopulationen har inte uppskattats men den beskrivs som vanlig och vida spridd.

## Bilder

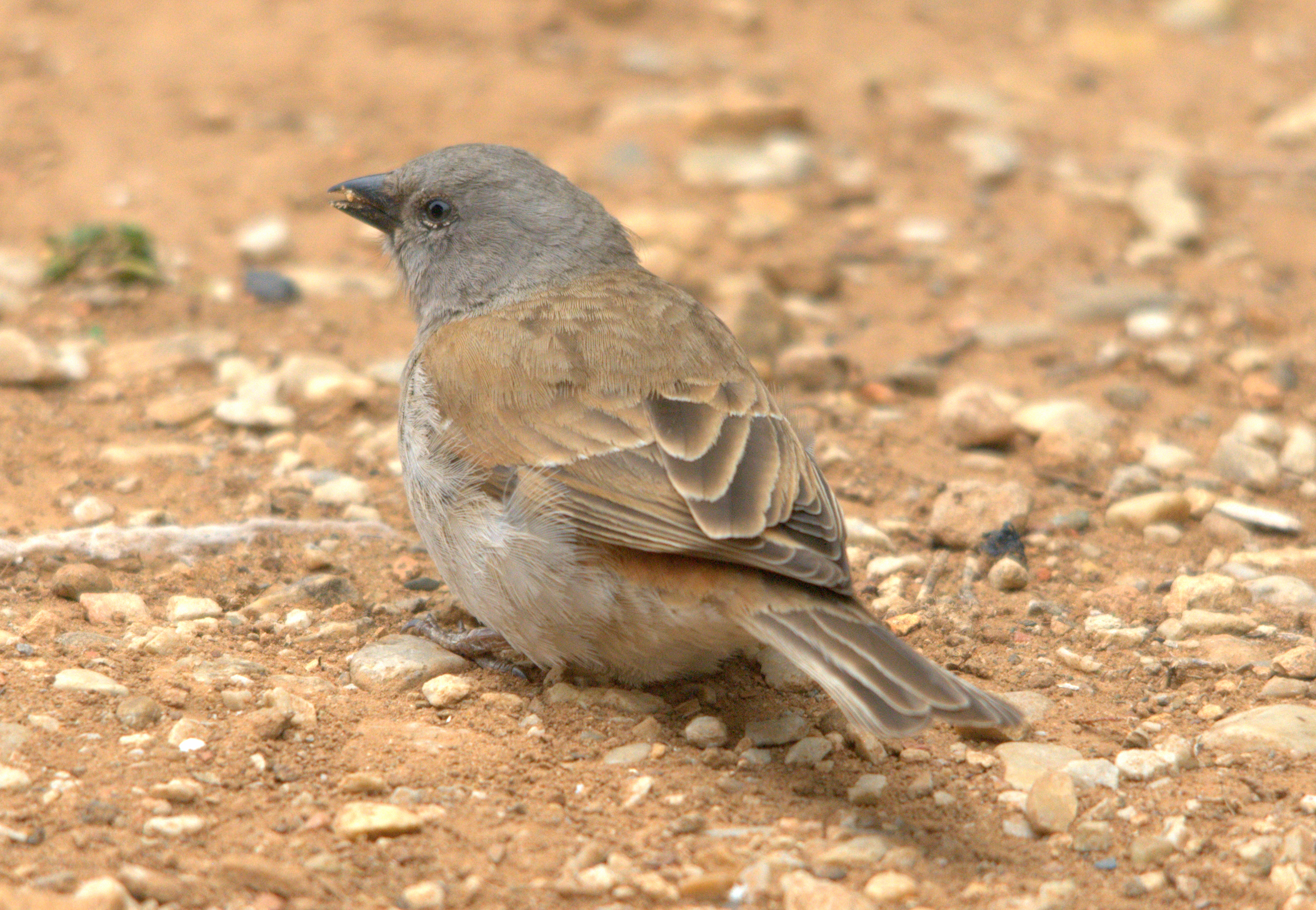
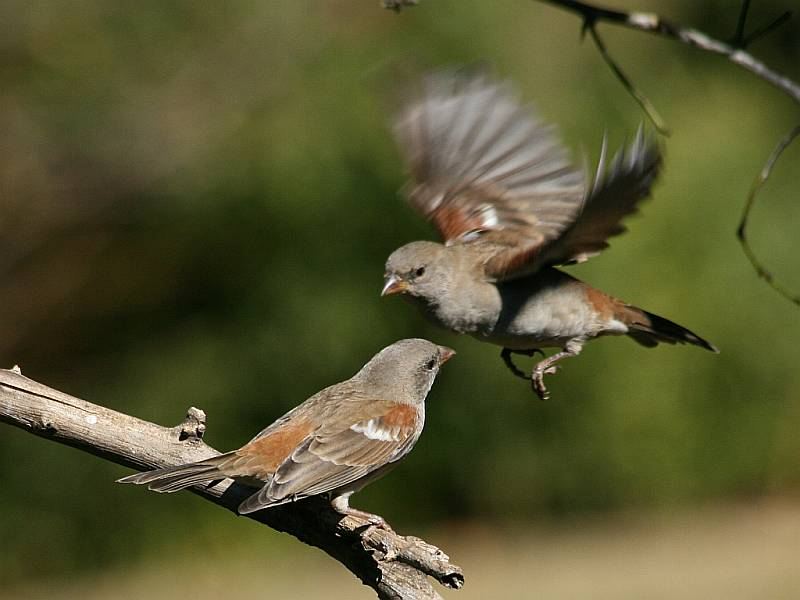